# Leccionario 2137
El Leccionario 2137, designado por la sigla ℓ 2137 (en la numeración Gregory-Aland), es un manuscrito griego del Nuevo Testamento. Paleográficamente ha sido asignado al siglo XII.

## Descripción
El códice contiene enseñanzas del Evangelio, en 213 hojas de pergamino (32 cm por 24,5 cm), en cuadernillos de 8 hojas. El texto está escrito en letra griega minúscula, en dos columnas por página, en 24 líneas por página. El manuscrito fue digitalizado por el Centro de Estudio de los Manuscritos del Nuevo Testamento.

## Localización
El códice se encuentra localizado en el Museo de la Biblia, en Münster, Alemania.